# 文章博士
文章博士（もんじょうはかせ）は、大学寮紀伝道の教官（令外官）。文章生に対して漢文学及び中国正史などの歴史学を教授した。唐名は翰林学士（かんりんがくし）。

## 概要
神亀5年7月21日（728年8月30日）の格において、明経道を補助する事（儒学以外の漢文の解釈）を目的として律学博士（後の明法博士）とともに設置された。当初は明経道の助博士に準じて正七位下相当とした。2年後の天平2年3月27日（730年4月18日）に明法生・文章生が設置されて事実上の独立した教科となった。
日本の律令法における学令は、唐の制度に倣って中国王朝の支配思想であった儒学を教える明経道を中心に置いた規定がなされ、文章博士はそれを補う目的で設置されたものであった。ところが、日本においては思想（明経道）や実務（明法道）よりも親しみやすい文学・史学への関心が高く、宝亀3年（772年）には淡海三船が大学寮の長である大学頭と文章博士を兼ねるなど、文章博士の地位が高まるようになった。弘仁12年2月17日（811年3月15日）に官位相当が従五位下に引き上げられ、諸博士の筆頭であった明経博士を追い越して大学寮の教官で唯一の貴族身分とされた。更に承和元年3月8日（834年4月20日）には、紀伝博士（大同3年（808年）設置）1名を統合して定員を2名とした。以後、学科名としては紀伝科あるいは紀伝道が採用されたものの、博士の号は神亀以来の「文章博士」の呼称が採用された（ただし、文章中に他の科の博士と併記する場合には、「紀伝道の博士」という意味で「紀伝博士」の表記を用いた例もある）。更に貞観元年（859年）には職田が4町から6町に増加された。
文章博士は大学寮における教授・試験などの業務の他に、天皇や摂関、公卿の侍読を務めたり、彼らの依頼を受けて漢詩を作成したり、紀伝勘文や申文などの文章を執筆することがあった。そのため、権力中枢との距離が近くなり、彼らの推挙を受けて公卿まで昇る者も少なくはなく、春澄善縄・橘広相・紀長谷雄ら平安時代末期までに12名を数える。だが、その中でも最たる者は9世紀中頃に文章院を創設した菅原清公を祖とする菅原氏であった。菅原氏は清公・是善・道真と3代にわたって文章博士から公卿に昇り、博士職を世襲する勢いであり、また文章院が大学寮における紀伝道の直曹として公認された事から、橘広相・島田忠臣ら有能な人物が、大学寮の外においても菅原氏の門人に列して私邸に参してまで教えを受けた（「菅家廊下」）とされている。だが、右大臣に昇った道真が昌泰の変で失脚し、連座して左遷された高視・淳茂は復帰後それぞれ大学頭、文章博士に任じられたものの早世したため、菅原氏による紀伝道独占は挫折する。
だが、この当時どこの官職においても世襲化が進んでおり、菅原氏に代わって大江氏がその地位を占め、特に承平4年から天慶6年までは、大江氏最初の文章博士であった大江維時（延長7年任命）に加えて、大江朝綱がもう1枠の文章博士に任じられたことで、菅原氏ですら行わなかった文章博士の一族独占を行って文章院の管轄権の半分を菅原氏から奪った。だが、藤原菅根（南家）・藤原佐世（式家）の文章博士任官以後に紀伝道に進出してきた藤原氏の台頭も目覚しかった。特に藤原氏は文章院に対抗して設立されたとも言われている大学別曹・勧学院を有しており、一族を挙げてこうした動きを支えた。このため、平安時代中期以後は菅原氏・大江氏・藤原氏の南家・式家・北家のうちの日野流の5つの家系が交互に文章博士2名に就いてその地位を占めるようになった。定数2名の文章博士を5系統で世襲・独占するという形態が成立した背景には、文章博士は天皇や摂関以下公卿と面識を得る機会が多く、1度就任するとそれ以上の昇進が困難であった他の博士と比べて比較的短期間で弁官などの要職に転任して、その後も学識経験者として文章博士と同様の社会的信頼・地位を得ることが可能であったことによるとされている。